# Église gréco-orthodoxe Saint-Nicolas et Sainte Trinité (Trieste)
L'église gréco-orthodoxe Saint-Nicolas et Sainte Trinité (en italien : chiesa di San Nicolò e della Santissima Trinità, connue comme San Nicolò dei Greci) est une église située à Trieste (Italie), dans le quartier Borgo Teresiano, également appelé Cittanova.

## Histoire
Construite entre 1784 et 1787, la façade de l'église a été redessinée en 1819-1820 par l'architecte Matteo Pertsch dans un style néoclassique.  
L'église est composée d'un bâtiment à une seule nef avec une claire-voie basilicale. 
L'intérieur de l'église est dominé par une iconostase richement dorée et argentée qui, comme c'est l'habitude dans les églises orientales, sépare le chœur de la nef.